# Werner Bernhardy (Schauspieler)
Werner Bernhardy senior, eigentlich Werner Tummeley (* 14. März 1884 in Magdeburg; † 29. Juli 1953 in Kleinmachnow) war ein deutscher Schauspieler und Drehbuchautor.

## Leben
Bernhardy begann im ersten Jahrzehnt als Schauspieler in der deutschen Provinz (z. B. in Hanau) und war später vor allem als gastierender Künstler unterwegs. Zum Film stieß er 1912, als er von Oskar Messter verpflichtet wurde. Nebenbei begann er auch als Schriftsteller zu wirken.
Bernhardy verfasste ab Ende der 1910er Jahre erste Drehbücher, die von Regisseuren wie Viggo Larsen (Der graue Herr, 1917) oder Herbert Gerdes (Seine drei Frauen, 1920) umgesetzt wurden. Später trat er auch in kleineren Rollen als Schauspieler in Erscheinung.
Reinhold Lobedanz, der Bernhardy bereits als Gastschauspieler in Schwerin aus den Jahren 1915 bis 1916 kannte, vermittelte ihm nach Ende des Zweiten Weltkriegs eine Anstellung in Schwerin. Da Bernhardy als politisch unbelastet galt, setzte ihn der amerikanische Generalmajor Moore bereits im Mai 1945 als Generalintendant am Mecklenburgischen Staatstheater Schwerin ein. Sein Stellvertreter in dieser Zeit war Edgar Bennert. Seine Amtszeit dauerte vom am 28. Mai 1945 bis zum 31. Juli 1947. Im Juli 1953 starb Bernhardy in seinem Landhaus in Kleinmachnow.
Bernhardy hat sich auch für Schauspieler-Belange eingesetzt; so war er bis 1933 viele Jahre lang Bezirksobmann der Genossenschaft Deutscher Bühnen-Angehöriger Berlins. Aufgrund seiner gewerkschaftlichen Tätigkeit war er im Mai 1933 von den Nationalsozialisten verhaftet und mehrere Monate lang inhaftiert worden.
Sein Sohn war der Autor Werner Bernhardy junior (1918–2002).

## Filmografie
Drehbuch
- 1917: Der graue Herr
- 1918: Sein eigenes Begräbnis
- 1918: Elly und Nelly
- 1918: Der Glücksjunge
- 1918: Das Schicksal der Renate Jongk
- 1919: Der Kammerdiener seiner Frau
- 1919: Mamsell Tunichtgut
- 1919: John Barrens und seine Geliebte
- 1920: Seine drei Frauen

Schauspieler
- 1918: Der gelbe Schein
- 1918: Marineleutnant von Brinken. 1. Der Schuldschein des Pandola
- 1918: Die blaue Mauritius
- 1919: Kinder der Liebe, 1. Teil
- 1921: Filmbanditen
- 1935: Abenteuer in der Karnevalsnacht (Kurzfilm)
- 1935: Das Mädchen Johanna
- 1936: Wie Eulenspiegel zu Marburg den Landgrafen malte (Kurzfilm)
- 1936: Wie Eulenspiegel sich einmal erbot, zu fliegen (Kurzfilm)
- 1936: Wie Eulenspiegel ein Urteil sprach … (Kurzfilm)
- 1936: Trau, schau wem (Kurzfilm)
- 1936: Ein seltsamer Gast
- 1936: Allotria
- 1936: Schlußakkord
- 1936: Moral
- 1936: Die Leute mit dem Sonnenstich
- 1936: Kinderarzt Dr. Engel
- 1936: Ein Hochzeitstraum
- 1937: Ritt in die Freiheit
- 1937: Truxa
- 1937: Fridericus
- 1937: Die göttliche Jette
- 1937: Unter Ausschluß der Öffentlichkeit
- 1937: Manege
- 1937: Mein Sohn, der Herr Minister
- 1937: Ein Volksfeind
- 1938: Das große Abenteuer
- 1942: Rembrandt

## Schriften (Auswahl)
- Sacara. (Unter 10000 Amazonen). Roman (= Panther-Bücher. Bd. 51). Karl Goldmann, Berlin 1934.
- Die Abenteuer des George Allen (= Sammlung Große Kriminalromane. Bd. 9, ZDB-ID 2211383-6). Eden-Verlag, Berlin 1935.